# Église San Francesco degli Scarioni

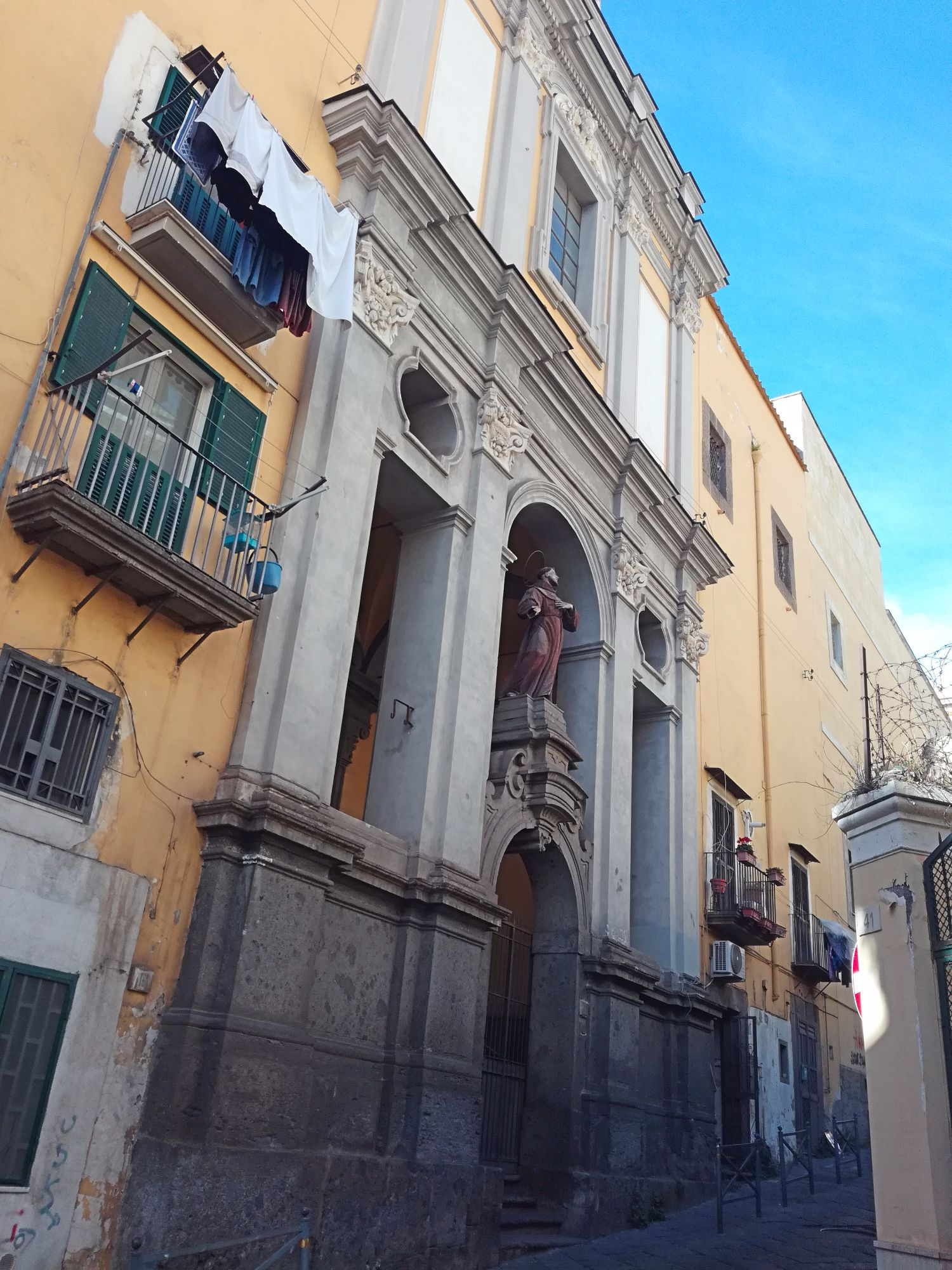
Détail de la façade.

L'église San Francesco degli Scarioni est une église conventuelle de Naples, située via Arco Mirelli. Elle est dédiée à saint François d'Assise.

## Histoire
L'église est fondée par un riche marchand de Prato, un certain Leonardo Scarioni, qui n'ayant pas d'héritiers, légua tous ses biens pour la construction d'un couvent de franciscaines pouvant accueillir soixante religieuses.
Les travaux commencent en 1704 selon les plans de Giovan Battista Nauclerio et sont achevés en 1721.
L'église et son couvent sont toujours la propriété de l'ordre franciscain.

## Description

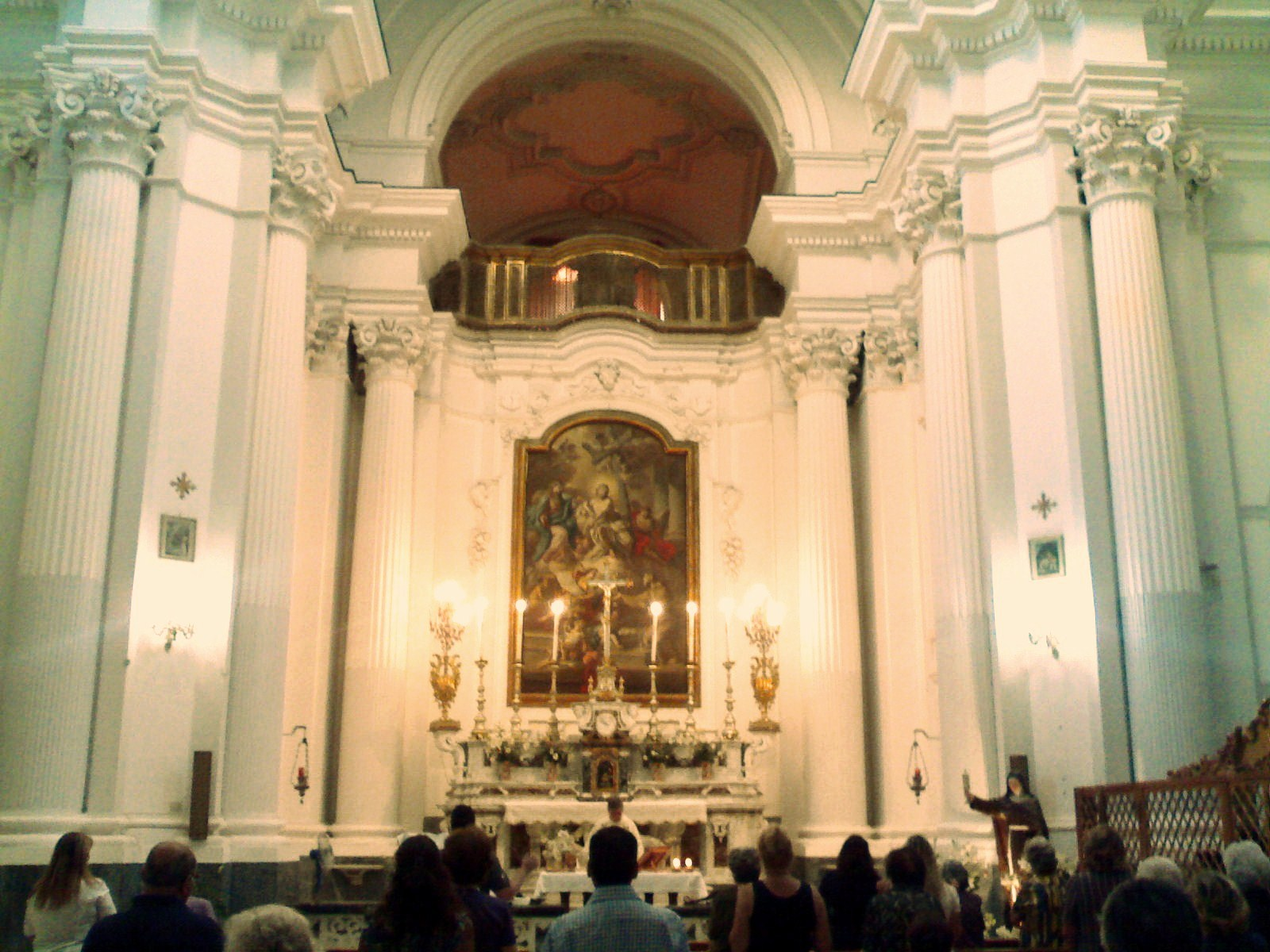
Intérieur de l'église.

Le couvent et son église sont des exemples notables du baroque napolitain tardif, marquant la transition vers le néo-classique. L'église est surmontée d'une coupole. Une statue de bois de saint François, datant de 1763, se dresse au-dessus du portail. 
Le maître-autel est surmonté d'un tableau de Francesco de Mura figurant Le Christ et la Sainte Vierge concédant l'indulgence à saint François (1773). La sacristie accueille un panneau de Marcus Laurus figurant Le Crucifix s'adressant à saint Thomas, datant de 1580.
L'orgue baroque date de 1721.